# Tawny Kitaen
Tawny Kitaen, född Julie Ellen Kitaen den 5 augusti 1961 i San Diego, Kalifornien, död 7 maj 2021 i Newport Beach, Kalifornien, var en amerikansk fotomodell och skådespelare. Kitaen medverkade bland annat i komedierna Gwendoline och Svensexan (båda 1984) samt i skräckfilmen Witchboard (1986). Kitaen är också känd för sina framträdanden i ett antal hårdrocksmusikvideor, däribland Ratts "Back for More" (1984) och Whitesnakes "Still of the Night", "Is This Love" och "Here I Go Again" (alla 1987).
Julie Kitaen började använda namnet "Tawny Kitaen" vid 12 års ålder och bytte sedan namn officiellt efter några år.[källa behövs]
Tawny Kitaen medverkade i Whitesnakes video till låten "Here I Go Again" (1987).
Hon var 1989–1991 gift med bandets sångare David Coverdale. Hon fick två barn med basebollspelaren Chuck Finley (som hon var gift med 1997–2002); Wynter (född 1993) och Raine (född 1998).

## Filmografi i urval
- 1983 – Malibu
- 1984 – Gwendoline
- 1984 – Svensexan
- 1985 – California Girls
- 1986 – Corazón de cristal
- 1986 – Instant Justice
- 1986 – Witchboard
- 1987 – Happy Hour
- 1989 – White Hot
- 1991 – Seinfeld (TV-serie) säsong 3 avsnitt 9, The Nose Job
- 1992 – Katten Eek (röst)
- 1993 – Three of Hearts
- 1995 – Mord, mina herrar (TV-serie)
- 1996 – Playback
- 1997 – Dead Tides
- 2001 – Happy Hour
- 2005 – Tom 51